# جوزپه مارکیورو
جوزپه مارکیورو (انگلیسی: Giuseppe Marchioro؛ زادهٔ ۱۳ مارس ۱۹۳۶) بازیکن فوتبال اهل ایتالیا است.
از باشگاه‌هایی که در آن بازی کرده‌است می‌توان به باشگاه فوتبال پارما، باشگاه فوتبال ارورا پرو پاتریا ۱۹۱۹، باشگاه فوتبال آ.ث. میلان، باشگاه فوتبال پرو ورچلی، و باشگاه فوتبال وارزه اشاره کرد.